# Féminisme d'État
Le féminisme d'État est une idéologie officielle dans laquelle les pouvoirs publics cherchent à transformer les règles régissant le statut des femmes dans la société.

## Historique
Le féminisme d'État correspond généralement à une volonté des pouvoirs publics de répondre à la revendication d'égalité des sexes dans le champ professionnel. Les institutions du féminisme d'État naissent dans les années 1960 et 1970, souvent sous l'initiative de gouvernements qui poursuivent un but électoraliste et subissent une pression des féministes. Ces créations sont également soutenues par les recommandations internationales en faveur des femmes, notamment à l'Organisation des Nations unies.
En 1995, les politistes américaines Amy Mazur et Dorothy McBride Stetson lancent une réflexion sur le féminisme d'État dans les pays occidentaux.

## Champ d'application
La notion de féminisme d'État regroupe des ministères chargés des affaires féminines et secrétariats d'État associés, des institutions dédiées comme l'Observatoire de la parité entre les femmes et les hommes ou le Conseil du statut de la femme du Québec, l'administration chargée de l'application des politiques et certaines structures hybrides comme des associations sous tutelle de l'État. 
Leurs missions incluent la recherche sur les sujets de genre, le conseil envers le gouvernement, la coordination entre les instances de l'État (notamment dans le contexte de l'approche intégrée de l'égalité entre les femmes et les hommes) et de l'information envers les décideurs politiques et envers le grand public. Les organisations remplissent un rôle d'interface entre les services publics et les mouvements féministes. L'intervention est donc à la fois institutionnelle et idéologique.

## Critiques
Les organisations du féminisme d'État sont généralement dans la périphérie des responsabilités de l'État, avec un budget et des moyens limités, et donc peu de pouvoir formel. Elles sont également critiquées en France pour l'excuse qu'elles donnent à l'islamophobie du gouvernement ou des candidats.